# Helena (Shakespeare)
Shakespeares Helena is een personage van William Shakespeares A Midsummer Night's Dream.
Ze wordt gewoonlijk uitgebeeld als een grote, slanke dame. Haar beste vriendin Hermia noemt haar een geschilderde meiboom tijdens een ruzie. Helena is afkomstig uit een rijke familie en qua status behoort ze tot een hogere trede op de sociaal hiërarchische ladder.
Demetrius en Helena waren voordien een liefdespaar. Maar voor het stuk begint, is Demetrius verliefd geworden op Hermia, waardoor hij Helena verlaat. Al gauw wordt Demetrius een obsessie voor haar. Ze volgt hem constant en verklaart haar eindeloze liefde voor hem keer op keer, zelfs wanneer ze doodsbedreigingen krijgt als antwoord. Helena’s persoonlijkheid is heel kwetsbaar en bijzonder gevoelig, doordat ze is opgegroeid in de schaduw van de aantrekkelijke Hermia, hoewel Helena op zichzelf ook vrij aantrekkelijk is. Ze toont kracht en herwonnen zelfvertrouwen, wanneer ze weigert op Demetrius' avances in te gaan, omdat ze gelooft dat hij dit doet om haar uit te lachen. Dit ondanks het feit dat ze gelooft dat hij haar enige ware liefde is. Helena kan soms ook humoristisch zijn, vooral tijdens haar wanhopige ruzies met Demetrius. Helena is het personage dat in het stuk het meest ten goede verandert. Ze verandert van een egoïstisch, liefdesziek meisje in een zelfverzekerde en gelukkige vrouw.